# Dajia, Fujian
Dajia är en köping i sydöstra Kina. Den ligger i Gutian härad i staden Ningde i provinsen Fujian, omkring 63 kilometer norr om provinshuvudstaden Fuzhou. Antalet invånare är 7 888. Befolkningen består av 3 691 kvinnor och 4 197 män. Barn under 15 år utgör 14,0 %, vuxna 15-64 år 69 %, och äldre över 65 år 16,0 %.